# El prado de Bezhin
El prado de Bezhin (en ruso: Бежин луг, Bezhin lug) es una película soviética de 1937, dirigida por Serguéi Eisenstein y famosa por haber sido suprimida y presuntamente destruida antes de su culminación. 
Relata la historia de un joven agricultor que trata de oponerse a su propio padre, quien tiene la intención de traicionar al gobierno soviético por razones políticas saboteando la cosecha anual. La película destaca los esfuerzos del joven por detener a su propio padre para proteger al Estado soviético y culmina con el asesinato del muchacho y un disturbio. La película toma el título del homónimo relato del libro Memorias de un cazador de Iván Turguénev, pero está basada en la vida de Pávlik Morózov, un muchacho ruso que se convirtió en mártir político tras su muerte en 1932, después de haber denunciado a su padre a las autoridades soviéticas y ser ejecutado, posteriormente, a manos de su familia. Pávlik (Pablito) Morózov fue inmortalizado en programas escolares, poesía, música y en esta película.
Encargada por un grupo juvenil comunista, la producción de la película duró entre 1935 y 1937, hasta que fue detenida por el Gobierno Central Soviético, que adujo que contenía fallas artísticas, sociales y políticas; sin embargo, algunos tomaron como ejemplo a esta película para criticar la injerencia del gobierno en el cine, extendiendo estas críticas hasta el propio Iósif Stalin. A raíz del fracaso de su película, Eisenstein declaró públicamente que su trabajo había sido errado. Varias personas fueron arrestadas durante y después de la subsiguiente debacle.
Por mucho tiempo, se creyó que la película se había perdido durante los bombardeos de la Segunda Guerra Mundial; sin embargo, en los años 1960 se encontraron cortes y copias parciales de la película. A partir de ellos, se emprendió una recreación de El prado de Bezhin sobre la base del guion original. Rica en simbolismo religioso, la película y su historia se convirtieron en un objeto de estudio. La película ha sido extensamente discutida tanto en el interior como en el exterior de la industria cinematográfica debido a su naturaleza histórica, las extrañas circunstancias de su producción y fracaso y por la belleza de sus imágenes, consideradas como unas de las más grandiosas en el cine. A pesar del fracaso de la película, Eisenstein continuó su carrera: ganó la aclamación y premios soviéticos y se convirtió en director artístico del gran estudio Mosfilm.

## Relato original de Turguénev y Pávlik Morózov
La película se basa en parte en el homónimo relato del libro Memorias de un cazador de Iván Turguénev, el novelista ruso del siglo XIX, pero fue adaptada para incorporar la historia folclórica de Pávlik Morózov, un supuesto pionero glorificado por la propaganda soviética como un mártir. La historia ficticia original de Turguénev titulada El prado de Bezhin o Bezhin Lug trataba sobre unos jóvenes campesinos en los años 1850, en la región de Oriol que discutían sobre los signos sobrenaturales de la muerte, mientras pasaban la noche en el prado de Bezhin con un cazador perdido. Posteriormente, Eisenstein removería cualquier referencia directa a la ficción de Turguénev, fuera del título de la película. El relato forma parte de una colección de cuentos o novelas cortas recopilados en Memorias de un cazador.

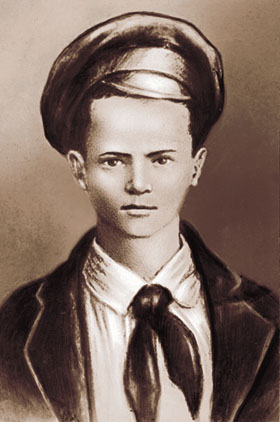
Pávlik Morózov, 1932.

La vida y muerte de Morózov en la aldea de Guerásimovka en los Montes Urales no tiene conexión con la obra literaria de Turguénev. Morózov era un muchacho de 13 años de edad que denunció a su padre, un kulak, a las autoridades soviéticas y, como resultado, fue asesinado por su familia. Era una moralidad soviética: oponerse al Estado era egoísta y reaccionario y el Estado era más importante que la familia. El relato más popular de la historia de Morózov es como sigue: nacido de campesinos pobres en Guerásimovka, una pequeña aldea a 350 kilómetros al noreste de Sverdlovsk, Morózov era un comunista dedicado que lideraba a los jóvenes pioneros en su escuela y apoyaba la colectivización de granjas decretada por Stalin. En 1932, a la edad de 13 años, Pávlik denunció a su padre, Trofim Morózov, a la policía política (OGPU). El padre de Pávlik, presidente del soviet del pueblo o selsoviet, fue acusado de haber estado falsificando documentos y vendiéndolos a los bandidos y enemigos del Estado soviético. El mayor de los Morózov, Trofim, fue sentenciado a diez años en un campo de trabajo del Gulag y, más tarde, fue ejecutado; sin embargo, la familia de Pávlik no aprobaba las acciones del muchacho. El 3 de septiembre de ese año, su tío, abuelo, abuela y un primo lo asesinaron, junto a su hermano menor. Todos ellos, excepto el tío, fueron detenidos por la OGPU, convictos y sentenciados a "la mayor medida de defensa social": la pena capital por un pelotón de fusilamiento.
En realidad, Morozov fue asesinado por el NKVD, que luego ejecutó a treinta y siete kulaks de la aldea, a quienes había acusado falsamente del homicidio del muchacho con propósitos propagandísticos
. La historia de Pávlik Morózov fue desarrollada en lecturas obligatorias para niños, canciones, piezas teatrales, un poema sinfónico, una ópera completa y seis biografías. Existe muy poca evidencia original relativa a la historia; la mayor parte se compone de especulaciones proveídas por testigos de oídas. En El prado de Bezhin, el muchacho es llamado Stepok, partiendo de la información y tradición histórica original. Entre las ironías de la historia de El prado de Bezhin se encuentra que Pávlik Morózov no habría sido un miembro de los jóvenes pioneros. Morózov ha sido llamado un "muchacho perturbado" que no era consciente de las consecuencias de lo que estaba haciendo y entregó a su padre a las autoridades por haber abandonado a su madre por una mujer más joven, más que por razones políticas.

## Producción
Herbert Marshall afirmó que, para 1931, la interferencia gubernamental en el trabajo artístico soviético ya estaba bien establecido en varias formas: por pares de los artistas, guiados desde 'arriba'; desde «los diferentes círculos competentes para juzgarlo»; y, finalmente, por el Partido Comunista y el propio Stalin. Todo ello, llevó al fracaso de la producción de El prado de Bezhin.

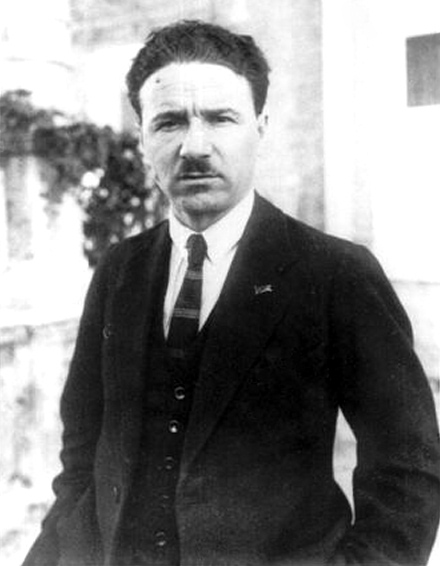
Borís Shumyatski, 1924.

Antes de que la producción de la película comenzara, el guion de Aleksandr Rzheshevski fue bien recibido por Eisenstein, pero existieron preocupaciones iniciales sobre la calidad del argumento y la caracterización involucrada. La comisión para la producción fue emitida por la Liga Juvenil Comunista o Komsomol en honor a sus esfuerzos en apoyo del trabajo en las granjas colectivas y se debía centrar en «la reconstrucción socialista del campo». La filmación comenzó a mediados de 1935 y en octubre de ese año la primera versión de la película fue presentada al estudio cinematográfico Mosfilm, que estaba produciendo El prado de Bezhin. El estudio solicitó cambios y la producción continuó. En agosto de 1936, con la mayor parte de la filmación terminada, Borís Shumyatski, el entonces jefe del GUK soviético (Dirección General del Cine) ordenó un alto en la producción y que la película fuera reescrita. El guion fue nuevamente revisado y Eisenstein reconoció los errores en su producción después de que una versión posterior fuera rechazada por el estudio. Durante la creación de El prado de Bezhin, Eisenstein no sometió al metraje de la película a una revisión exhaustiva.
La producción de la película sin estrenar costó 2 millones de rublos y se extendió por un período de dos años. Cuando se asignaron papeles en la producción, Eisenstein prefirió no usar actores profesionales, sino a personas que representaban "tipos" para actuar en un papel determinado. Dos mil niños participaron en la audición durante la búsqueda del joven actor ideal para la parte de Stepok, el personaje renombrado de Pávlik. La filmación tuvo lugar en muchas locaciones, principalmente en estudios de Moscú y locaciones remotas en Ucrania y el Cáucaso. Durante la producción, Eisenstein tuvo la previsión de guardar los cuadros no editados de cada toma en la película, lo que permitió una posterior reconstrucción de El prado de Bezhin en los años 1960, incluso cuando las copias originales fueron destruidas.
El Comité Ejecutivo Central del Partido Comunista exigía que El prado de Bezhin fuera presentado y aprobado antes de su lanzamiento. Múltiples versiones de la película fueron prohibidas por el Comité que las citó como «no artísticas y arruinadas políticamente» y afirmó que Eisenstein «confundió la lucha de clases con la lucha entre el bien y el mal». Por una orden de la Dirección General del Cine soviético, la producción de la película fue detenida de forma permanente el 17 de marzo de 1937. Shumyatski se quejó de que Eisenstein había presentado los conflictos de la película en términos algo bíblicos, más que ubicar los conflictos en el contexto de la lucha de clases socialista. El propio Eisenstein diría más tarde que el asesinato de Stepok por su padre era una «reminiscencia del sacrificio de Abraham de Isaac».
Después del último rechazo de la película, Shumyatski tomó la responsabilidad por el fracaso en los medios soviéticos a través de un ensayo que detallaba la historia de la película que fue publicado en Pravda. Según Shumyatski, El prado de Bezhin fue una difamación contra el campo soviético y un ejemplo del formalismo que necesitaba ser eliminado. Shumyatski agregó que «[Eisenstein estaba] produciendo El prado de Bezhin solo porque le ofrecía una oportunidad para permitirse ejercicios formalistas. En lugar de crear una obra fuerte, clara y directa, Eisenstein separó su trabajo de la realidad, de los colores y heroísmo de la realidad. Conscientemente, redujo el contenido ideológico de la obra». Shumyatski perdería su cargo gubernamental dos años más tarde cuando fue acusado de ser un espía británico, arrestado y fusilado. Una de las razones que Shumyatski dio para poner fin a la producción de El prado de Bezhin fue que Eisenstein estaba desperdiciando dinero y recursos en producirla; a la inversa, antes de su ejecución, el propio Shumyatski fue acusado de desperdiciar dinero y recursos al cancelar películas tales como El prado de Bezhin. También se dijo que la supresión de El prado de Bezhin fue parte de una campaña en curso contra el vanguardismo en la Rusia de Stalin.
Tras la orden de detener la producción de la película por parte del gobierno soviético y Shumyatski, Eisenstein contrajo viruela, seguida de gripe, y la película parecía destinada a permanecer inacabada. Trabajó sobre la historia con el autor soviético Isaak Bábel, pero nunca se publicó algún material de su colaboración y la producción de El prado de Bezhin llegó a su fin. Los rollos fílmicos inacabados y sin estrenar fueron destruidos durante un bombardeo de la Segunda Guerra Mundial en 1941. En una respuesta a Shumyatski titulada "Los errores de El prado de Bezhin" y publicada más tarde, Eisenstein prometió que se iba a «desembarazar de los últimos rasgos anarquistas de individualismo en mi punto de vista y método creativo». Finalmente, Eisenstein se cuestionó «¿qué causó que la catástrofe superara el trabajo al que había estado dedicado durante dos años? y ¿cuál fue el punto de vista errado que, a pesar de la honestidad de sentimientos y devoción al trabajo, llevó a la producción a una perversión de la realidad, convirtiéndola en políticamente insustancial y consecuentemente no artística?».

## Resumen de la película
Debido al hecho de que El prado de Bezhin fue repetidamente editada, refilmada y modificada para satisfacer a las autoridades soviéticas, se crearon varias versiones de la película.
La versión más original y conocida se centra en Stepok, un joven en un pueblo de granjas colectivas, miembro de la organización local de Jóvenes Pioneros Comunistas, como otros jóvenes de la localidad. Su padre, Samojin, era un agricultor que planeaba sabotear la cosecha del pueblo por motivos políticos mediante la quema de la pradera principal, pero Stepok organiza a los otros Jóvenes Pioneros para vigilar los cultivos. Samojin se vuelve cada vez más frustrado por las acciones y el éxito de su hijo. Finalmente, Stepok delata los crímenes de Samojin a las autoridades gubernamentales soviéticas y es, a su vez, asesinado por su propio padre por traicionar a su familia. Los otros Jóvenes Pioneros irrumpen en la iglesia local, cantando y profanándola en respuesta por la muerte de Stepok. Las imágenes de la película cambian durante la destrucción de la iglesia, con los habitantes del pueblo transformados en lo que estaban destruyendo; para el final de la toma en conjunto, los aldeanos enojados aparecen como figuras angelicales y proféticas, similares a Cristo.
Una posterior reedición de la película comienza con imágenes de los huertos y el cielo azul que muestran un obelisco de piedra con el nombre de Turguénev en él. Posteriormente, se revela que la madre de Stepok ha sido golpeada hasta la muerte por su padre. En una cabaña oscura, Samojin se queja de que su hijo tiene una mayor lealtad al soviet que a su propia familia, mientras Stepok entra desde la luminosidad del día en el exterior. Su padre cita la Biblia: «Si el hijo traiciona a su padre, ¡matadlo como a un perro!». Samojin es arrestado por incendio premeditado y Stepok se marcha con un funcionario comunista. Los cómplices de Samojin se refugian en la iglesia local y son pronto detenidos y casi linchados, pero son salvados de la ira de los aldeanos por Stepok. Los aldeanos transforman la iglesia en la sede de un club, ridiculizando de manera simbólica a la religión o al clero.
En algunas versiones, la destrucción de la iglesia fue reemplazada con una escena de aldeanos luchando contra el fuego ocasionado por los boicoteadores. En la película, el fuego fue iniciado cuando los incendiarios lanzaron girasoles secos y encendieron fósforos en el área de almacenamiento de combustible de la comunidad. En algunas tomas, Stepok escucha por casualidad el plan de su padre y se escabulle en la noche para denunciarlo; en otras, la funcionaria del Partido Comunista local amamanta a la pequeña hermana de Stepok; en otras más, el padre de Stepok dice después de disparar contra su hijo: «Ellos te alejaron de mí, pero yo no te entregaré a ellos. No entrego a mi propia carne y sangre». Tras la muerte de Stepok, la misma funcionaria comunista antes mencionada se lo lleva y se reúne con otros niños en una marcha funeraria que se dice evolucionará en una marcha victoriosa.
La película, como sostienen Shumyatski y Eisenstein, es rica en iconografía religiosa y la lucha simbólica entre el bien y el mal. Además, Birgit Beumers escribe:

Los campesinos aquí son profetas de barba gris; los jóvenes son los apóstoles de hombros anchos del Renacimiento; las muchachas gordas son Madonas terrenales; el campesino que destruye el iconostasio es un Sansón bíblico; el joven regordete de camisa, alzado bajo la cúpula hacia los rayos solares ubicuos que vuelven sus cabellos dorados, es el joven Jesucristo ascendiendo al Trono Celestial.

En varias versiones no publicadas, El prado de Bezhin fue "Dedicado a la brillante memoria de Pávlik Morózov, un pequeño héroe de nuestro tiempo".

## Reacciones y legado
El prado de Bezhin de Eisenstein ha tenido un amplio legado de respuestas y críticas desde su producción original. A raíz de las declaraciones de Shumyatski en Pravda que disminuyeron la reputación de Eisenstein en la Unión Soviética al punto más bajo de su carrera, otros pronto las sopesaron.
Algunas de las críticas de la película se centraron en que era demasiado abstracta o formalista, haciendo eco de las opiniones de Shumyatski. Ilyá Vaisfeld califió la película y los métodos de Eisenstein como «profundamente hostiles al socialismo» y criticó a Eisenstein por presentar a los enemigos bajo una luz posiblemente favorable. Según Nikolái Otten, el fracaso de Eisenstein se debió a que filmó un escenario emocional, pensando que lo liberaría del control del estudio. Borís Babitski, director del estudio Mosfilm que produjo la película, asumió la responsabilidad del fracaso de la producción y por no controlar el trabajo de Eisenstein o detener la filmación más temprano; posteriormente, Babitski fue arrestado por ello. Iván Pýriev sintió que Eisenstein no quería ser una «persona soviética», dando esto como una razón para el fracaso de la película. David Maryan, otro director de cine, culpó a Eisenstein por menospreciar a otros, no complaciéndole los logros de los demás y por ser un solitario. La condición política de Eisenstein fue atacada también debido a la película. G. Zeldóvich, de la Dirección General del Cine, cuestionó si Eisenstein debía tener libertad para trabajar con estudiantes de cine debido a su falta de fiabilidad política.
No todos los comentarios y análisis de El prado de Bezhin fueron abiertamente negativos. En los años posteriores a la detención de la producción de la película, organizaciones y estudios de cine en las principales ciudades rusas, incluyendo a Moscú, Leningrado y Kiev, llevaron a cabo seminarios para examinar las lecciones de la película, con algunas de las sesiones de días de duración. Un antiguo alumno de Eisenstein, Piotr Pavlenko, defendió el trabajo de Eisenstein posterior a la película. Grigori Aleksándrov, un cineasta que había trabajado previamente con Eisenstein, fue denunciado por «elevarse por encima de la comunidad» debido a que no denunció a su socio. Esfir Shub sugirió que como Eisenstein no estuvo presente en la Unión Soviética durante el Primer Plan Quinquenal, no era capaz de presentar correctamente lecciones políticas modernas. La escena en El prado de Bezhin donde los aldeanos profanan la iglesia del pueblo en respuesta por la muerte de Stepok, que fue removida en versiones posteriores de la película, ha sido llamada "una de las mejores escenas en el cine" y una posterior demostración de la imaginería bíblica representada en la película. Entre tales imágenes de la secuencia de la profanación se encuentra una de una niña en un espejo, enmarcada como la Virgen María, y una estatua de un Cristo crucificado sostenido como si se tratara de una pietà. Ivor Montagu comparó la lucha de Eisenstein por la película con el conflicto de Galileo con la Inquisición. A pesar de las duras críticas que enfrentó, el Politburó permitió que Eisenstein continuara su carrera. Así, este creó la película Alejandro Nevski en 1938.
En los años 1960, se supo que la esposa de Eisenstein, Pera Attásheva, había guardado empalmes de la película del montaje que fue usado para El prado de Bezhin. A partir de 1964, fue creada una reconstrucción de la película y fijada a una partitura musical de Serguéi Prokófiev por el director de cine ruso Serguéi Yutkévich con ayuda del académico Naúm Kleiman, especializado en el trabajo de Eisenstein. La película fue editada de acuerdo al guion original para preservar la continuidad del corte original; también se crearon nuevos intertítulos del guion y se añadió una introducción hablada. Actualmente, la película existe como un "diaporama de cine mudo" de 35 minutos. En 1988, la filmación de El prado de Bezhin fue el centro de una retrospectiva en la Escuela de Artes Tish en la ciudad de Nueva York. Titulada "Jay Leyda: A Life's Work", se enfocó en Leyda, un profesor de la escuela y el único estadounidense que había estudiado con Eisenstein en el Instituto Nacional de Cinematografía de Moscú; Leyda había sido un aprendiz de director y fotógrafo en el plató. De las películas soviéticas de los años 1920 y 1930, El prado de Bezhin es la más citada en trabajos académicos relacionados con la cinematografía.
Si bien la producción de El prado de Bezhin nunca fue completada y nunca fue distribuida una versión completa, la película fue posteriormente considerada una celebración de las motivaciones políticas e informantes soviéticos. A pesar de los problemas que enfrentó El prado de Bezhin, Eisenstein recibiría el Premio Stalin en 1939 debido al inmenso éxito de Alejandro Nevski. En 1941, se convirtió en el director artístico de los estudios Mosfilm.